# Salvador Sobral
Salvador Vilar Braamcamp Sobral, portugalski pevec; * 28. december 1989, Lizbona, Portugalska.
Salvador Sobral je s pesmijo Amar pelos dois, ki jo je napisala sestra Luísa Sobral, zmagal na Pesmi Evrovizije 2017. S tem je Portugalski prinesel prvo evrovizijsko zmago v zgodovini. Portugalska na izboru sodeluje že od leta 1964 in je s tem postala država, ki je na zmago čakala najdlje (53 let).